# جوشوا كوليباو
جوشوا ألفين كوليباو (بالإنجليزية: Joshua Alvin Culibao؛ مواليد 24 مايو 1994) هو مُقاتل فنون قتالية مختلطة أسترالي.

## وصلات خارجية
- جوشوا كوليباو على موقع يو إف سي (الإنجليزية)
- جوشوا كوليباو على موقع شيردوغ (الإنجليزية)
- جوشوا كوليباو على موقع Tapology.com (الإنجليزية)